# Šiba
Pour les articles homonymes, voir Siba.
Šiba (en allemand : Scheibe im Scharosch), est un village slovaque situé dans la région de Prešov.

## Histoire
La première mention écrite du village est datée de 1427[réf. nécessaire].

## Démographie

### Évolution de la population
| Année:               | 1994. | 2004.   | 2014.   | 2024. |
| -------------------- | ----- | ------- | ------- | ----- |
| Nombre de personnes: | 545   | 563     | 600     | 636   |
| Différence:          |       | +3,30 % | +6,57 % | +6 %  |

| Année:               | 2023. | 2024.   |
| -------------------- | ----- | ------- |
| Nombre de personnes: | 631   | 636     |
| Différence:          |       | +0,79 % |